# Braniștea (Dâmbovița)
Braniștea è un comune della Romania di 4 410 abitanti, ubicato nel distretto di Dâmbovița, nella regione storica della Muntenia.
Il comune è formato dall'unione di 3 villaggi: Braniștea, Dâmbovicioara, Săvești.